# Dalmacjusz Moner
Dalmacjusz Moner (ur. 1291 w Santa Coloma de Farners w Katalonii; zm. 24 września 1341) – błogosławiony Kościoła katolickiego, kataloński dominikanin.

## Życiorys
Po ukończeniu nauki na uniwersytecie w Montpellier wstąpił do zakonu dominikanów w Gironie w 1314 r. Pełnił funkcję mistrza nowicjatu. Ostatnie lata życia spędził jako eremita mieszkając w grocie, w której zmarł 24 września 1341 r.
Jego kult zatwierdził Innocenty XIII 15 sierpnia 1721 r.